# 글로벌 e스포츠
글로벌 e스포츠(Global Esports)은 인도의 종합 프로게임단이다.

## 연혁

### 발로란트
- 2020년 10월 4일 : Global Esports 창단

## 소속 선수

### 발로란트
- 감독 : 홍창표
- 코치 :

| 이름            | 아이디        | 비고 |
| --------------- | ------------- | ---- |
| 마이클 론스키   | WRONSKI       |      |
| 김나라          | t3xture       |      |
| 가네쉬 강가다르 | SkRossi       |      |
| 아비룹 초두리   | Lightningfast |      |
| 카히야 누그라하 | Monyet        |      |
| 조던 허         | AYRIN         |      |
| 박준기          | Bazzi         |      |

## 주요 성적

### 발로란트
- 2022년
  - 2022 발로란트 챌린저스 아시아 퍼시픽 스테이지 1 19위
  - 2022 발로란트 챌린저스 아시아 퍼시픽 스테이지 2 14위
- 2023년